# Kredietfraude
Kredietfraude zijn alle vormen van fraude rond het verstrekken of verwerven van kredieten.

## Vormen

### Kredietverstrekkers

#### Frauduleuze kredietverstrekkers
- Met de aanbieding van erg aantrekkelijke kredietvoorwaarden worden potentiële kredietnemers verleid om tegen een initiële kost (administratie, dossier, legalisatie, of verzekering) in te stappen zonder ooit het aangevraagde krediet te verkrijgen. De betaling via een internationale overschrijving is hierbij een groot alarmsignaal.

### Kredietnemers

#### Aanvraag vervalsing
- Hoewel de intentie hier beperkt kan zijn tot het legitiem verwerven van goederen of diensten, wordt valse informatie verstrekt over de kredietnemer of de onderpanden zodat men toch het krediet en de goederen kan verwerven. In geval van wanbetaling komt de kredietverlener dan tot de conclusie dat de kredietnemer en of de onderpanden niet volstaan om het openstaand krediet te compenseren.
- Een persoon of organisatie maakt gebruik van een valse of gestolen identiteit. In sommige gevallen zelfs van een stroman of stromanorganisatie om goederen op krediet te verwerven zonder de bedoeling om ze ooit volledig te betalen. De meestal dure en gewilde goederen verdwijnen dan buiten het oorspronkelijk rechtsgebied waar ze moeilijker te traceren en recupereren zijn.

#### Opbouw van vertrouwen
- Door het aangaan van opeenvolgende stijgende kredieten met bijbehorende positieve afbetalingen, verwerft men het vertrouwen en een hoger kredietlimiet bij de kredietverlener. Wanneer een voldoende hoog krediet wordt verkregen, besluit de kredietnemer niet meer te betalen en te verdwijnen.

## Hypotheekfraude
Als het onderpand een opstal betreft, wordt een verstrekt krediet hypotheek genoemd. Als hiermee wordt gefraudeerd is dat hypotheekfraude. Dit is dus een vorm van kredietfraude.